# Airat Rafailowitsch Ischmuratow

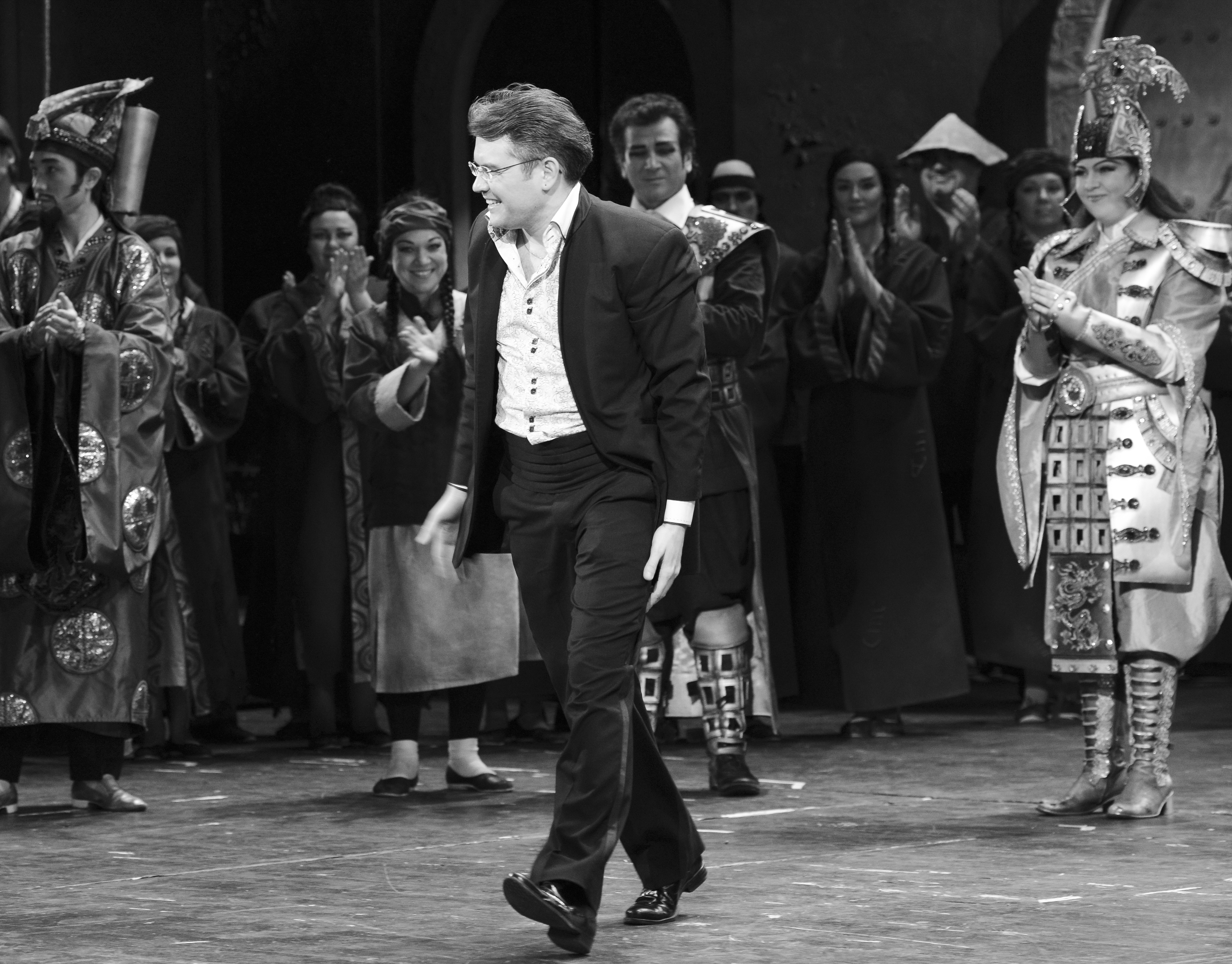
Airat Ichmouratov nach der Vorstellung der Oper Turandot an der Staatsoper Tatarstan, 2012

Airat Rafailowitsch Ischmuratow (russisch Айрат Рафаилович Ишмуратов, tatarisch/kyrillisch: Айрат Рафаил улы Ишмурат, er selbst benutzt als Umschrift seines Namens Ichmouratov; geboren 28. Juni 1973 in Kasan, Republik Tatarstan) ist ein Wolga-Ural-Tatarisch geborener russisch-kanadischer Komponist, Dirigent und Klezmer-Klarinettist. Er ist Dirigent und Komponist das Longueuil Symphony Orchestra mit Sitz in Longueuil, Kanada, Klarinettist der Klezmer-Band Kleztory und geladener Professor an der Laval University in Quebec.

## Leben und Wirken

### Kindheit und Ausbildung
Ichmouratov ist das zweite Kind von Razima Icmouratova (Gatina) und Rafail Ichmouratov. Er wuchs in Kasan auf und studierte dort Klarinette an der Musik-Schule N3, am Kazan Music College sowie am Konservatorium Kazan und schloss sein Studium 1996 ab. Im Jahr 1993 wurde er ständiger Gastklarinettist des Tatarstan Opern- und Ballett-Theaters sowie des Symphonieorchesters Kasan und unternahm Tourneen durch Europa. 1997 nahm er in Kanada am Orford Art Centre Festival teil und begegnete dort seinem späteren Mentor, dem russisch-kanadischen Cellisten und Dirigenten Yuli Turovsky. 1998 übersiedelte er dauerhaft nach Montreal und machte seinen Master-Abschluss an der Universität Montreal. Anschließend gründete er das Muczynski Trio mit Luo Di am Cello und Evgenia Kirjner am Klavier, welches 2002 den 1. Preis und den Grand Award des kanadischen Nationalen Musik-Festivals sowie  2004 den 1. Preis beim 8. Internationalen Kammermusik Wettbewerb in Krakau gewann.

### Dirigent
2005 wurde er an der Universität Montreal promoviert und war anschließend stellvertretender Dirigent von Bernard Labadie beim Québecer Kammerorchester Les Violons du Roy. Das Konzert „Russische Impressionen“ mit diesem Ensemble am 5. Dezember 2008 gewann unter Ichmouratovs Leitung den Opus Preis in der Kategorie „Bestes Konzert des Jahres“ und war gleichzeitig die Weltpremiere seines eigenen Cellokonzerts. Er war von 2009 bis 2011 fester Gastdirigent des Quebec Symphony Orchestra, wo er den israelischen Dirigenten Yoav Talmi unterstützte. 2011 dirigierte er als kurzfristiger Ersatz für Yuli Turovsky das I Musici de Montréal  Kammerorchester bei seiner Tournee durch die USA, Brasilien und Peru. Im Oktober 2011 debütierte er an Tatarstans Akademischem Opern- und Balletttheater (Russland) und dirigierte dort in der Saison 2012/13 Puccinis Turandot und Verdis Rigoletto mit anschließender Europa-Tournee.

### Kleztory
Im Jahr 2000 trat Ichmouratov der Klezmer-Gruppe Kleztory bei, in der er derzeit Klarinette spielt, komponiert und arrangiert. Im Jahr 2004 nahm Kleztory für Chandos Records (Großbritannien) eine CD mit dem Kammerorchester I Musici de Montréal und Yuli Turovsky auf. 2007 gewann das Album „Nomade“ den Opus Preis. Das Album „Arrival“ (2014) wurde als Bestes Album des Jahres in der Kategorie traditionelle Musik von ADISQ nominiert. 2012 gewann Kleztory den Klezmer Furth Preis beim Internationalen Klezmer Festival und Wettbewerb in Amsterdam und trat 2013 beim Klezmer Festival in Fürth auf Mit Kleztory trat Ichmouratov als Solist außerdem auf mit dem Orchestre symphonique de Montréal,  dem Quebec Symphony Orchestra, Les Violons du Roy und dem Brüsseler Kammerorchester und unternahm Tourneen durch Kanada, USA, Brasilien, Mexiko, Costa Rica, Deutschland, Niederlande, Österreich, Rumänien und China.

### Komponist
Die Musik von Airat Ichmouratov wurde von einer Vielzahl von Ensembles und Musikern weltweit aufgeführt, unter anderem von Maxim Vengerov, Jonathan Crow, Andrew Wan, Eric Paetkau, Alexis Hauser, Jean Francois Rivest, Alexandre Da Costa, Alain Trudel, Stephane Laforest, Andre Moisan, Mark Simons Yegor Dyachkov, Max Pollak, Stephane Tetreault, Sasha Mirkovic & Ensemble Metamorphosis (Serbien), Quebec Symphony Orchestra, Orchestre Métropolitain, Taipei Symphony Orchestra, Les Violons du Roy, Orchestra London, Longueuil Symphonie Orchester, New Orford Streichquartett, Yuli Turovsky & I Musici de Montréal, 13 Strings (Ottawa), Tatarstan Staats-Symphonie Orchester (Russland), La Primavera Kammerorchester, Alcan Quartett, Molinari Quartett, Orford Camerata Ensemble und Sinfonia Toronto,
Ichmouratov wurde 2012 beim Concerts Aux Îles du Bic (Kanada) zum festen Gastdirigenten ernannt, 2013 zum Komponisten des Sommers vom Orford Arts Centre (Kanada) und im Jahr 2015 zum Sommer-Komponisten am 17e Édition des Festival Classique des Hautes-Laurentides (Kanada). Ichmouratov ist seit 2010 Gastkomponist des Canadian Music Centre.

## Diskografie
- Klezmer music, Kleztory (2002)
- Barber, Copland, Britten, Bruch, Kasan Kammerorchester La Primavera, Ak Bars (2002)[35]
- Klezmer, Kleztory, Yuli Turovsky & I Musici de Montreal Chamber Orchestra, Chandos Records (2004)
- Nomade, Kleztory, Opus Award winner 2007, Amerix (2007)[36]
- Shostakovich, Weinberg, Ichmouratov, I Musici de Montreal Chamber Orchestra, Analekta (2008)[37]
- Symphonique, Le Vent du Nord et Quebec Symphony Orchestra, CBC (2010)[38]
- Carte Postale, Alcan Quartet, ATMA Classique (2011)[39]
- Beethoven, Violin Concerto (cadenzas by Ichmouratov), Symphony No. 7, Alexandre Da Costa, Taipei Symphony Orchestra, Warner Classics (2013)[40]
- Arrival, Kleztory, Amerix (2014)
- Tales from the Dinarides, Michael Bridge, Guillaume Tardif, Kornel Wolak, Wirth Institute (2017)
- Klezmer Dreams, Andre Moisan, Jean Saulnier and Molinari Quartet, ATMA Classique (2017)[41]
- Nigun, Kleztory, Amerix (2017)[42]
- Melodies of Nations, Romic – Moynihan Duo, Hedone Records (2017)
- Letter From an Unknown Woman, Three Romances for Viola, Concerto Grosso No. 1 – Belarusian State Chamber Orchestra, Evgeny Bushkov – Chandos (2019)[43]
- Youth' Overture, Maslenitsa Overture, Symphony, Op.55 'On the Ruins of an Ancient Fort' – Orchestre de la Francophonie, Jean-Philippe Tremblay – Chandos (2020)[44]
- Momentum, Kleztory - Chandos (2020)[45]

## Kompositionen

### Oper
- 'Der Mann, der lacht' nach Victor Hugos Roman „L'Homme qui rit“ Op.75 (2023)

### Orchesterwerke
- Symphony Nº1 Op.55 „On the ruins of ancient Fort“ (2017)
- Symphonic Fantasy after Armenian epos David of Sassoon Op.11 (2006)
- Overture Halloweenesque Op.21 Valse for Halloween für Sinfonieorchester(2009)
- Overture Ville Cosmopolite Op.29 für Sinfonieorchester (2012)
- Overture Maslenitsa Op.36 für Sinfonieorchester (2013)
- Overture Youth  Op.50 für Sinfonieorchester (2016)
- Overture Peter the Great Op.62 für Sinfonieorchester (2019)
- Overture The Myth of Falcon Op.65 für Sinfonieorchester (2020)
- Overture Koliada Op.67 für Sinfonieorchester (2020)
- Overture Die Chasse-galerie (The Bewitched Canoe) Op.70 für Sinfonieorchester (2021)

### Concerti für Soli und Orchester
- Concerto für Bratsche und Orchester No1 Op. 7 (2004)
- Concerto für Bratsche und Streichorchester No2 Op. 41 (2015)
- Concerto für Violoncello und Streichorchester mit Perkussion No1 Op. 18 (2009)
- Concerto für Violoncello und orchester No2 Op. 57 (2018)
- Concerto für Oboe und Streicher with Percussions Op. 6 (2004)
- Concerto für Flöte und orchester Op. 64 (2020)
- Concerto für Klavier und orchester Op. 64 (2020)
- Concerto grosso No1 Op. 28 für Klarinette, Violine, Bratsche, Violoncello, Klavier und Streichorchester mit Perkussion (2011)
- Concerto grosso No2 Op.60 für Violin, Flöte, Harfe und Streichorchester (2018)
- Fantasia über Klezmer Themes No1 Op. 13 (2006)
- Fantasie für Viola und Orchestra über D. Shostakovich’s Oper “Lady Macbeth of Mtsensk District” Op. 12 (2006)
- Fantastic Dances für Klarinette, Cello und Piano mit Streichern und Perkussion Op. 15 (2007)
- Windcatcher für Klarinette und Streichorchester Op. 17 (2008)
- Sarasatiana Op. 20 für 5 Violinen und Streichorchester (2009)
- 3 Romanzen für Viola und Streicher mit Harfe Op. 22 (2009)
- Capriccio Rustico für Cello und Orchester Op. 26 (2010)
- The Ride of Cello Vello Buffon für Cello mit Orchester Op. 27 (2010)
- Elegy für Violine und Streichorchester Op. 32 (2012)
- 3 Gedichte nach Alexandre Pushkin Op. 34 für Sopran und Kammerorchester (2012)
- Klezmer Cadenzas op. 33 zu Beethovens Violinkonzert D-Dur op. 61 (2012)
- The Final Procession für Clarinet, Cello und Piano mit Streichern and Perkussion Op. 37 (2013)
- The Arrival to the City für Klarinette, Cello und Piano mit Streichern und Perkussion Op. 38 (2013)
- Shabarsha für Tap Dancer und Streichorchester Op. 39 (2013)
- Adagio and Allegro con brio für Violine und Streichorchester Op. 43 (2015)

### Kammermusik
- Trio „Tales from the Dinarides“, Op 48 für Violin, Clarinet, and Accordion (2016)
- Trio for Clarinet, Viola and Piano Op.61 (2019)
- Trio for Harp, Viola and Flute „Fujin's Dream“ Op.58(2018)
- Trio „Nocturne“ für Sopran, Cello und Klavier op.71 (2023)
- Streichquartett No. 1 Op.1 (2003)
- Streichquartett No.2 Op.5 / Kammersinfonie N2 für Streichorchester Op.5A (2009)
- Streichquartett No. 3 Op.25 / Kammersinfonie N3 für Streichorchester Op.25A (2010)
- Streichquartett N4 Op.35 / Kammersinfonie N4 für Streichorchester Op.35A (2013)
- Holzbläserquintett Op.63 (2019)
- 12 Preludes für Holzbläserquintett Op.8 (2005)
- Zwei Stücke für Clarinet and Piano „The Bells“ Op.9 (2005)
- Zwei Stücke für Bratsche und Klavier Op.10 (2005)
- Fantasia über Klezmer Themen No. 2 Op. 16 für Klarinette, Piano und Streichquartett (2008)
- Largo für Sanja für Oboe und Piano Op. 46
- One day of an almost ordinary life für Klarinette und String Quartet Op. 47 / Klarinette und Streichorchester Op. 47A (2015)
- Streichoktett „Brief einer Unbekannten“ Op.56 nach der Novelle von Stefan Zweig „Brief einer Unbekannten“

### Chor
- Lux Aeterna für Bratsche, Cello, Harfe und Chor Op.76 (2023)

### Musik für Klavier solo
- 5 Preludes für Piano Op. 44 (2015)

### Musik für Kinder
- Variationen von Kinderthemen Op. 23 für Streichern und Harfe (2010)
- The Sorcerer’s Hat Op. 24 Musikmärchen nach einer Geschichte von Tove Jansson (2010)
- Kammersuite aus “The Sorcerer’s Hat” Op. 24 A (2010)
- “Shuburchunchiki ” Op. 19 (2010)

### Klezmer-Musik
- Jew in Rio für Klezmer Band Op. 2 (2000)
- Bolero für Klezmer Band Op. 3 (2000)
- The song of the Dead Sea für Klezmer Band Op. 4 (2006)
- Clarinet Doina für Klarinette, Klezmer Band und Sinfonieorchester Op. 30 (2012)
- Gut Yontev für Klezmer Band und Sinfonieorchester Op. 31 (2012)
- My Mother’s Nigun Op.45 for klezmer band (2015)
- Little Khosidl Op.46 für klezmer band (2016)
- Hora in G für Op.49 klezmer band (2016)
- Churchill street Hora Op.51 für klezmer band (2016)
- Freilakh für klezmer band Op. 52 (2016)
- Soulmate Op.53 für klezmer band (2016)
- Waltz Op.54 für klezmer band (2016)
- The Wonderer Op. 71 für klezmer band (2022)
- Freilakh Op.72 für klezmer band (2022)

## Persönliches
Ichmouratov ist mit Violinistin und Bratschistin Elvira Misbakhova verheiratet, aus der Ehe stammen zwei Töchter.

## Dokumentationen
- Dokumentarfilm „Ascent“ über Airat Ichmouratov on TV chanel Russia-1 Tatarstan[46]
- Interview mit Airat Ichmouratov auf Airelibre.tv[47]